# Tanaquob
Tanaqoub  (in arabo تانقوب‎?) è un centro abitato e comune rurale del Marocco situato nella provincia di Chefchaouen, regione di Tangeri-Tetouan-Al Hoceima. Conta una popolazione di 9 236 abitanti (censimento 2014).